# Outpost (2008.)
Outpost je britanski film strave i užasa iz 2008. godine, snimljen u režiji Stevea Barkera, po scenariju Rae Bruntona.

## Radnja
U odrpanom baru u gradu uništenom ratom, znanstvenik i poduzetnik Hunt (Julian Wadham) unajmi plaćenika i bivšeg kraljevskog marinca DC-ja (Ray Stevenson) da okupi grupu bivših vojnika, Priora (Richard Brake), Jordana (Paul Blair), Cottera (Henok Frost), Voytecha (Julian Rivett), McKaya (Michael Smiley) i Taktarova (Brett Fancy), da ga zaštite na opasnom putu na ničiju zemlju. Njihova misija je da istraže jedan stari vojni bunker u istočnoj Europi. To bi trebalo biti lako i kratko - 48 sati najviše. Puno novca za malo rizika. Ili tako on kaže...
Nakon što uđu u bunker, plaćenici dolaze do zastrašujućeg otkrića; njihovo odredište je bilo poprište krvavih i jezivih genetskih eksperimenata, provedenih od strane SS-a tijekom drugog svjetskog rata. Nacisti su radili pokuse s reanimacijom leševa kako bi promijenili zakone prirode stvaranjem nepobjedivih, besmrtnih vojnika. Usred hrpe leševa, za koje pretpostavljaju da su žrtve lokalnog etničkog čišćenja, plaćenici pronalaze jednog preživjelog (Johnny Meres).
Noću, svjetla oko bunkera se iznenada zapale, a plaćenici među drvećem vide siluete ljudi. Ubrzo nakon toga, član grupe po imenu Tak nestaje i bude jezovito ubijen od nevidljivog neprijatelja. Kasnije iste noći Voytecha ubiju dva čovjeka u SS-ovim odorama. Sljedećeg jutra plaćenici pronalaze mrtva tijela svojih kolega. DC od Hunta dobiva odgovore u vezi njihovog zadatka. Neimenovana tvrtka je unajmila Hunta da pronađe i popravi veliki uređaj sličan generatoru koji je bio odgovoran za SS-ove eksperimente s reanimiranjem mrtvaca. DC naređuje Cotteru da odvede Hunta iz sobe s generatorom, no dok ovaj pokušava uvjeriti Hunta da pođe s njima, SS vojnik s pijukom ubija Cottera. Gledajući snimke pokusa, plaćenici otkrivaju da je "preživjeli" kojega su pronašli zapravo SS general koji je zapovijedao projektom. Prior mu ispali metak u glavu, ali ovaj se smjesta diže i napada ih. Hunt i plaćenici pokušavaju pobjeći iz bunkera samo da bi svi bili ubijeni od legije nacističkih živih mrtvaca.
72 sata kasnije dolazi grupa vojnika mirovnih snaga i pronalaze bunker te "preživjelog" među hrpom golih leševa. Navečer se i oni suočavaju s nacistima koji okružavaju osvjetljeni bunker dok im njihov nemrtvi general daje znak za napad.

## Uloge
- Ray Stevenson - DC, bivši dočasnik britanskih marinaca
- Julian Wadham - Hunt
- Richard Brake - Prior, bivši američki marinac
- Paul Blair - Jordan, Škot, bivši pripadnik Legije stranaca
- Brett Fancy - Taktarov, bivši ruski specijalac
- Enoch Frost - Cotter, bivši belgijski vojnik
- Julian Rivett - Voytech, bivši vojnik JNA
- Michael Smiley - McKay, bivši britanski padobranac
- Johnny Meres - SS general

## Produkcija
Film je napravljen od strane škotskog bračnog para Arabelle Croft i Kierana Parkera i njihove tvrtke Black Camel Pictures. Oni su podigli hipoteku na svoj dom u Glasgowu kako bi prikupili 200,000 funti za financiranje proizvodnje. Iako se radnja filma zbiva u istočnoj Europi, snimanje je obavljeno u Škotskoj.
Sony Pictures kupio prava na distribuciju filma za 1,200,000 funti. Sony je izdao film izravno na DVD-u u SAD-u 11. ožujka 2008. god. Nakon pohvalnim recenzijama, film je izložen u kinima diljem Europe. Odlučeno je snimiti i nastavak, pod nazivom Outpost: Crno sunce, koji se radnjom izravno nastavlja na prvi film, te prethodnik, Outpost: Rise of the Spetsnaz koji ide u proizvodnju u travnju 2012.